# Montmelas-Saint-Sorlin
Montmelas-Saint-Sorlin é uma comuna francesa na região administrativa de Auvérnia-Ródano-Alpes, no departamento de Ródano. Estende-se por uma área de 4,24 km². Em 2010 a comuna tinha 514 habitantes (densidade: 121,2 hab./km²).